# Бек, Беатрис
Беатрис Бек (фр. Béatrix Beck, 30 июня 1914, Вийяр-сюр-Оллон, кантон Во — 30 ноября 2008, Сен-Клер-сюр-Эпт) — французская писательница бельгийского происхождения.

## Биография
Отец — бельгиец смешанного (латышско-итальянского) происхождения, поэт Кристиан Бек, друг Жарри и Андре Жида, мать — ирландка (позднее покончила с собой). Беатрис родилась в Швейцарии, выросла во Франции. Закончила в Гренобле юридический факультет, стала членом ФКП. В годы войны её муж, еврейского происхождения, погиб в концлагере. После войны бедствовала, сменила множество занятий. Первый роман опубликовала в 1948, он был отмечен Андре Жидом, в 1950 Бек стала его литературным секретарем. В 1955 получила французское гражданство. В 1966—1977 преподавала в университетах США и Канады. После смерти писательницы были опубликованы её воспоминания об Андре Жиде и других авторах, с которыми она встречалась в его кругу (Франсуа Мориак, Колетт, Мальро, Сартр).
Писательницами стали её дочь Бернадетт Сапиро (1936—1999) и внучка Беатрис Сапиро (р. 1958).

## Избранная библиография
- 1948 Барни / Barny, Gallimard
- 1950 Une mort irrégulière, Gallimard
- 1952 Леон Морен, священник / Léon Morin, prêtre (Гонкуровская премия, экранизирован Жаном-Пьером Мельвилем в 1961, телеэкранизация в 1991)
- 1954 Des accommodements avec le ciel, Gallimard
- 1963 Немой / Le Muet
- 1967 Cou coupé court toujours (переизд. 2011, dessins de Mélanie Delattre-Vogt, Éditions du Chemin de fer)
- 1975 Mots couverts, Verviers, стихотворения
- 1977 L'épouvante l'émerveillement (переизд. 2010, dessins de Gaël Davrinche, Éditions du Chemin de fer)
- 1978 Noli
- 1979 Выплеск / La Décharge, Le Sagittaire (премия Livre Inter)
- 1980 Devancer la nuit
- 1981 Josée dite Nancy
- 1983 Don Juan des forêts
- 1984 Котенок / L’Enfant-chat (премия Trente millions d’amis)
- 1986 La Prunelle des yeux
- 1988 Stella Corfou
- 1989 Une
- 1990 Grâce
- 1991 Recensement
- 1993 Лилипутка / Une lilliputienne
- 1994 Vulgaires vies, новеллы
- 1994 Я или другие / Moi ou autres, новеллы
- 1996 Prénoms, новеллы
- 1996 L’Ile dans une Bassine d’Eau, сказки
- 1997 Дальше, но куда / Plus loin, mais où
- 1998 Confidences de gargouille
- 2000 La Petite Italie, новеллы
- 2001 Guidée par le songe, новеллы
- 2012 Gide, Sartre et quelques autres, éditions du Chemin de fer.
- 2013 Entre le marteau et l'écume et autres poèmes", éditions du Chemin de fer, полное собрание стихотворений

## Признание
Романы и новеллы Бек, включая адресованные юношеству, переведены на ряд европейских языков. Ей вручены несколько авторитетных премий: Литературная премия принца Монако Пьера (1989), Большая литературная премия Французской академии (1997) и др.